# Jürgen Pavels

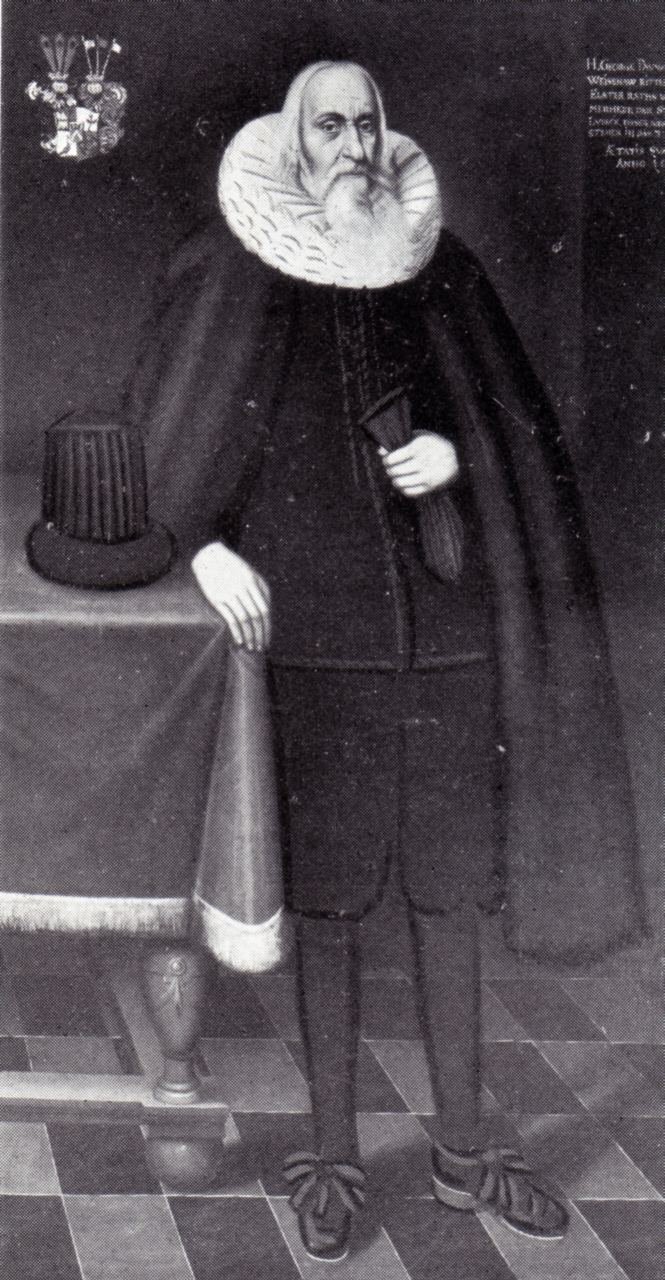

Jürgen Pavels, auch Paulsen, seit 1640 Paulsen von Weissenow (* 1568 in Treptow an der Rega; † 10. August 1645 in Lübeck), war Kaufmann und Ratsherr der Hansestadt Lübeck.

## Biografie
Pavels war Testamentsvollstrecker des 1602 verstorbenen Ratsherrn Henning Parcham und damit einer der Gründungsvorstände der heute noch in Lübeck bestehenden Parcham’schen Stiftung. Er wird 1603 als Vorsteher des Lübecker Waisenhauses belegt. Pavels wurde 1612 in den Rat der Stadt erwählt und vertrat diese 1615 als Gesandter in Kopenhagen. Als Ratsherr war er gemeinsam mit dem Bürgermeister Alexander Lüneburg mit bei Errichtung der Stadtbibliothek befasst, die 1619 im Dormitorium des ehemaligen Katharinenklosters der Öffentlichkeit zugänglich gemacht wurde. Als Kämmereiherr der Stadt war er 1628–29 und 1633–42 tätig. 1629 war er Kirchenvorstand der Lübecker Marienkirche. Pavels wurde im Jahr 1640 durch Kaiser Ferdinand III. geadelt und nannte sich fortan Ritter Georg Paulsen von Weissenow. Seine Tochter Elsabe heiratete den Lübecker Ratsherrn Hieronymus Bilderbeke.
Ein ganzfiguriges Porträt gefertigt von Zacharias Kniller, dem Begründer der Künstlerfamilie Kneller, gehörte zur Ausstattung des Saales (heute: Scharbausaal) der Stadtbibliothek und ist heute Teil der Bürgermeistergalerie im Lübecker Rathaus. Sein Epitaph verbrannte beim Luftangriff am Palmsonntag 1942 in der Marienkirche. Seine Grabplatte wurde 1727 für den Ratsherrn Johann Heinrich Dreyer umgearbeitet; die Messingeinlagen sind erhalten.

## Belege
1. ↑  Fehling unter Hinweis auf die Lübeckische Blätter 1879, S. 357
2. ↑  Beschreibung bei Gustav Schaumann, Friedrich Bruns (Bearbeiter): Die Bau- und Kunstdenkmäler der Freien und Hansestadt Lübeck. Hrsg. von der Baudeputation. Band 2, Teil 2: Die Marienkirche. Nöhring, Lübeck 1906 (Digitalisat), S. 401

| Personendaten    | Personendaten                                 |
| ---------------- | --------------------------------------------- |
| NAME             | Pavels, Jürgen                                |
| ALTERNATIVNAMEN  | Paulsen, Jürgen; Paulsen von Weissenow, Georg |
| KURZBESCHREIBUNG | Kaufmann und Ratsherr der Hansestadt Lübeck   |
| GEBURTSDATUM     | 1568                                          |
| GEBURTSORT       | Treptow an der Rega                           |
| STERBEDATUM      | 10. August 1645                               |
| STERBEORT        | Lübeck                                        |